# Wolfgang Flür
Wolfgang Flür, född 17 juli 1947 i Frankfurt am Main, Tyskland, är en tysk musiker och DJ. Han var medlem av det inflytelserika bandet Kraftwerk från 1973 till 1987.

## Biografi
Wolfgang Flür föddes den 17 juli 1947 i Frankfurt am Main som son till Hildegard och Heribert Flür och som tvilling med Winfried och yngre bror till Gregor Flür.

### Tidig karriär (1947–1973)
I mitten av 1960-talet började han att spela trummor i bandet The Beathovens som bland annat spelade förband till The Who i Düsseldorf 1966. Han spelade även trummor i bandet Fruit för att mot slutet av 1960-talet spela trummor i bandet Spirits of Sound tillsammans med bland andra gitarristen Michael Rother, som också var medlem i Kraftwerk under ett antal månader innan han bildade bandet NEU! tillsammans med Kraftwerk-trummisen Klaus Dinger.

### Kraftwerk (1973–1987)
Den 10 oktober 1973 erbjöds Wolfgang Flür att spela elektroniska trummor för Kraftwerk under ett TV-framträdande i programmet Aspekte på ZDF. Efter det blev han medlem av Kraftwerk, och gruppen utgav albumet Autobahn 1974. År 1975 fick han sällskap av trummisen Karl Bartos. Sedan gav Kraftwerk ut albumen Radioaktivität (1975), Trans Europa Express (1977), Die Mensch-Maschine (1978) och Computerwelt (1981); en period som enligt de flesta utgjorde Kraftwerks höjdpunkt. Sedan gav Kraftwerk ut albumet Electric Café (1986) och efter det lämnade Wolfgang Flür Kraftwerk eftersom "att det var dags att göra något annat".

### Yamo (1997–)
Wolfgang Flür utger numera skivor under namnet Yamo. Detta projekt bildades under namnet Jamo 1992 då Wolfgang Flür skapade sången Little Child. The Children of Sarajevo som en reaktion på kriget i Bosnien. Den släpptes först på kassett 1992 och som singel året därpå. Projektet ändrade sedan namn till Yamo och släppte sin första fullängdsskiva Time Pie 1997 som producerades tillsammans med bandet Mouse on Mars.
Flür har också skrivit självbiografin Ich war ein Roboter (engelsk titel I Was a Robot), som kom ut i Tyskland 1999 och som främst avhandlar hans tid i bandet Kraftwerk.

## Diskografi

### Kraftwerk(1973–1986)
Studioalbum
| Album | Album                       | Album                       |
| År    | Tysk Titel                  | Engelsk Titel               |
| ----- | --------------------------- | --------------------------- |
| 1974  | Autobahn                    | Autobahn                    |
| 1975  | Radioaktivität              | Radio-Activity              |
| 1977  | Trans Europa Express        | Trans-Europe Express        |
| 1978  | Die Mensch-Maschine         | The Man Machine             |
| 1981  | Computerwelt                | Computer World              |
| 1983  | Techno Pop (aldrig utgiven) | Techno Pop (aldrig utgiven) |
| 1986  | Electric Cafe               | Electric Cafe               |

### Yamo (1997–)
Studioalbum
| År   | Album    |
| ---- | -------- |
| 1997 | Time Pie |

EP
- 1997 – Musica Obscura

### Singlar
| År   | Singel           |
| ---- | ---------------- |
| 1997 | Yamo Stereomatic |
| 1997 | Guiding Ray      |
| 2004 | I Was a Robot    |

### Soloartist
Studioalbum
- 2015 – Eloquence: Complete Works
- 2020 – Transhuman
- 2022 – Magazine 1
- 2024 – Times

## Böcker
| År   | År                  | År            |
| År   | Tysk Titel          | Engelsk Titel |
| ---- | ------------------- | ------------- |
| 1999 | Ich war ein Roboter | I Was A Robot |